# Арідоамерика

Регіон на карті західної півкулі

Арідоамеріка («посушлива Америка») — культурно-історичний регіон доколумбової історії Центральної Америки. Термін Арідоамеріка відноситься до північної частини Мексики. Його запропонував Пауль Кірхгофф на противагу Месоамериці, що займає її південну частину. Протиставлення даних термінів виникло через значні культурні відмінності між двома регіонами. Деякі археологи навіть виділяють третю буферну зону під назвою Оазісамеріка.

## Характеристика регіону
На відміну від Месоамерики, в Арідоамериці — сухий, посушливий клімат, менш сприятливі для життя людини географічні умови. З цієї причини жителі регіону були в основному кочівниками і займалися полюванням, рибальством, і збиранням листя агави, юки, насіння Чіа, мескитового дерева, кактусів і їх плодів). Листя агави виступали важливим джерелом харчування . Незважаючи на сухі умови, Aridoamerica може похвалитися найбільшою різноманітністю диких і свійських гостролистий бобів . Також відомо, що в 2100 році до н. е. в арідоамериці існували культури, які культивують кукурудзу .
Корінні мешканці регіону були відомі серед ацтеків під збірною назвою " чичимеки ", що на мові науатль означало «варвари, безкультурні», хоча відомо, що народи науа, до яких належали тольтекі і ацтеки спочатку прибули з арідоамерики і потім, прийнявши культуру і релігію місцевого населення, зуміли також створити повноцінні держави. На відміну від Мезоамерики і Оазісамерікі, де між культурами існував торговий зв'язок, народи Арідоамерики були нечисленними через несприятливі умови погоди і жили незалежно один від одного, перебуваючи в ізоляції. Відсутність цих зв'язків зіграли важливу роль в культурному розмаїтті народів арідоамерики.
Серед американських і мексиканських археологів відбуваються суперечки щодо того, як правильно називати географічні розташування арідоамерики; південний захід з точки зору США, або північ з точки зору Мексики, тому для досягнення консенсусу використовується термін «гран чичимеків».

## Склад регіону
До складу Арідоамерики входить територія мексиканських штатів:
- Агуаскальєнтес
- Нижня Калифорнія
- Південна Нижня Калифорнія
- Коауїла
- Чіуауа
- Дуранго
- Нуево-Леон
- Сан-Луїс-Потосі
- Сонора
- Тамауліпас
- Сакатекас

а також північна частина штатів:
- Ідальго
- Гуанахуато
- Керетаро
- Халіско
- Сіналоа

## Індіанці Арідоамерики
- Акаше
- Кашкан
- Кочимі
- Кокопа
- Гуачичіль
- Гуамаре
- Гуайкура
- Уаріхіро
- Уічоль
- Кіліва
- Куміаї
- Мая
- Монкі
- Опата
- Отомі
- Пайпай
- Паме
- Періку
- Піма Бахо
- Сері
- Тараумара
- Тепекано
- Тепеуан
- Традиція шахтових могил
- Які
- Сакатеко

## Археологічні культури Арідоамерики
- Наскальні малюнки Нижньої Каліфорнії
- Культура Капачі
- Традиція шахтових могил
- Періко
- Гуачімонтонес
- Теучітланська традиція